# Парем (футбольний клуб)
Футбольний клуб «Парем» (англ. Parham Football Club}) — професійний футбольний клуб Антигуа і Барбуди із міста Парем. Клуб був заснований у 1965 році, та проводить домашні матчі на стадіоні «Антігуа Рекріейшен Граунд» місткістю 9 тисяч глядачів. Клуб грає в Прем'єр-дивізіоні Антигуа і Барбуди, найвищому футбольному дивізіоні країни. «Парем» 5 разів вигравав чемпіонат країни, та один раз виграв Кубок Антигуа і Барбуди.

## Титули і досягнення
- Чемпіон Антигуа і Барбуди (5): 2001–2002, 2002–2003, 2010–2011, 2014–2015, 2016–2017
- Володар Кубка Антигуа і Барбуди (1): 2011–2012